# Добкевичијус III
Добкевичијус III (литв. Dobkevicius Dobi III) је ловачки авион направљен у Литванији. Авион је први пут полетео 1924. године. 

Највећа брзина авиона при хоризонталном лету је износила 250 km/h.
Практична највећа висина током лета је износила 9000 метара а брзина успињања 210 метара у минути. Распон крила авиона је био 12,5 метара, а дужина трупа 6,40 метара. Био је наоружан са два митраљеза калибра 7,7 милиметара Викерс.

## Наоружање
| Наоружање авиона: Добкевичијус |          |
| Ватрено (стрељачко) наоружање  |          |
| Топ                            |          |
| Митраљез                       |          |
| Број и ознака митраљеза        | 2 Викерс |
| Калибар                        | 7,7      |
| Бомбардерско наоружање (бомбе) |          |
| Ракетно наоружање (ракете)     |          |